# ISO 3166-2:ID
Die Liste der ISO-3166-2-Codes für  Indonesien enthält die Codes für die sieben geographischen Einheiten, 36 Provinzen, eine Sonderregion und den Hauptstadt-Distrikt Jakarta.
Die Codes bestehen aus zwei Teilen, die durch einen Bindestrich voneinander getrennt sind. Der erste Teil gibt den Landescode gemäß ISO 3166-1 (für  Indonesien ID), der zweite den Code für die Provinz wieder.

Der aktuelle Landescode wurde am 23. November 2023 zuletzt aktualisiert.

Geographische Einheiten, Provinzen, Sonderregion und der Hauptstadt-Distrikt in Indonesien (Stand: 1. Januar 2022)

## Kodierliste

### Geographische Einheit
| Einheit               | Code  |
| --------------------- | ----- |
| Jawa                  | ID-JW |
| Kalimantan            | ID-KA |
| Molukken              | ID-ML |
| Nusa Tenggara         | ID-NU |
| Sulawesi              | ID-SL |
| Sumatra               | ID-SM |
| Westneuguinea (Papua) | ID-PP |

### Provinzen
| Provinz             | Code  | geographische Einheit |
| ------------------- | ----- | --------------------- |
| Aceh                | ID-AC | SM                    |
| Bali                | ID-BA | NU                    |
| Bangka Belitung     | ID-BB | SM                    |
| Banten              | ID-BT | JW                    |
| Bengkulu            | ID-BE | SM                    |
| Gorontalo           | ID-GO | SL                    |
| Jambi               | ID-JA | SM                    |
| Jawa Barat          | ID-JB | JW                    |
| Jawa Tengah         | ID-JT | JW                    |
| Jawa Timur          | ID-JI | JW                    |
| Kalimantan Barat    | ID-KB | KA                    |
| Kalimantan Selatan  | ID-KS | KA                    |
| Kalimantan Tengah   | ID-KT | KA                    |
| Kalimantan Timur    | ID-KI | KA                    |
| Kalimantan Utara    | ID-KU | KA                    |
| Kepulauan Riau      | ID-KR | SM                    |
| Lampung             | ID-LA | SM                    |
| Maluku              | ID-MA | ML                    |
| Maluku Utara        | ID-MU | ML                    |
| Nusa Tenggara Barat | ID-NB | NU                    |
| Nusa Tenggara Timur | ID-NT | NU                    |
| Papua               | ID-PA | IJ                    |
| Papua Barat         | ID-PB | IJ                    |
| Papua Barat Daya    | ID-PD | IJ                    |
| Papua Pegunungan    | ID-PE | IJ                    |
| Papua Selatan       | ID-PS | IJ                    |
| Papua Tengah        | ID-PT | IJ                    |
| Riau                | ID-RI | SM                    |
| Sulawesi Barat      | ID-SR | SL                    |
| Sulawesi Selatan    | ID-SN | SL                    |
| Sulawesi Tengah     | ID-ST | SL                    |
| Sulawesi Tenggara   | ID-SG | SL                    |
| Sulawesi Utara      | ID-SA | SL                    |
| Sumatra Barat       | ID-SB | SM                    |
| Sumatra Selatan     | ID-SS | SM                    |
| Sumatra Utara       | ID-SU | SM                    |

### Hauptstadt-Distrikt
| Region       | Code  | geographische Einheit |
| ------------ | ----- | --------------------- |
| Jakarta Raya | ID-JK | JW                    |

### Sonderregion
| Hauptstadt | Code  | geographische Einheit |
| ---------- | ----- | --------------------- |
| Yogyakarta | ID-YO | JW                    |